# Moirisz
Moirisz (latinul: Moeris, 2. század) görög lexikográfus

## Élete
Életéről semmit sem tudunk. Ránk maradt „Lexeisz Attikai" című szótárában attikai kifejezéseken magyaráz megfelelő korabeli kifejezések felhasználásával.